# Pigmalion (piesă)
Pigmalion, conform originalului din engleză, Pygmalion, este o piesă de teatru scrisă de dramaturgul irlandez George Bernard Shaw în anul 1912.

## Puneri în scenă notabile

### În limba engleză
- 1945 – Raymond Massey și Gertrude Lawrence la teatrul Ethel Barrymore
- 1984 – Peter O'Toole și Jackie Smith-Wood la teatrul Shaftesbury
- 1997 – Roy Marsden, Carli Norris (care a înlocuit-o pe Emily Lloyd devreme în timpul repetițiilor) și Michael Elphick, regizată de Ray Cooney la teatrul Albery[1]

## Influențe
Pygmalion a devenit cea mai populară piesă a lui Shaw. A câștigat Premiul Oscar pentru cel mai bun scenariu adaptat pentru film în 1939  Astăzi este cunoscută audienței sub forma de muzical, My Fair Lady.
Joseph Weizenbaum și-a numit programul de calculator ELIZA după personajul Eliza Doolittle.